# Kyriacos Triantaphyllides

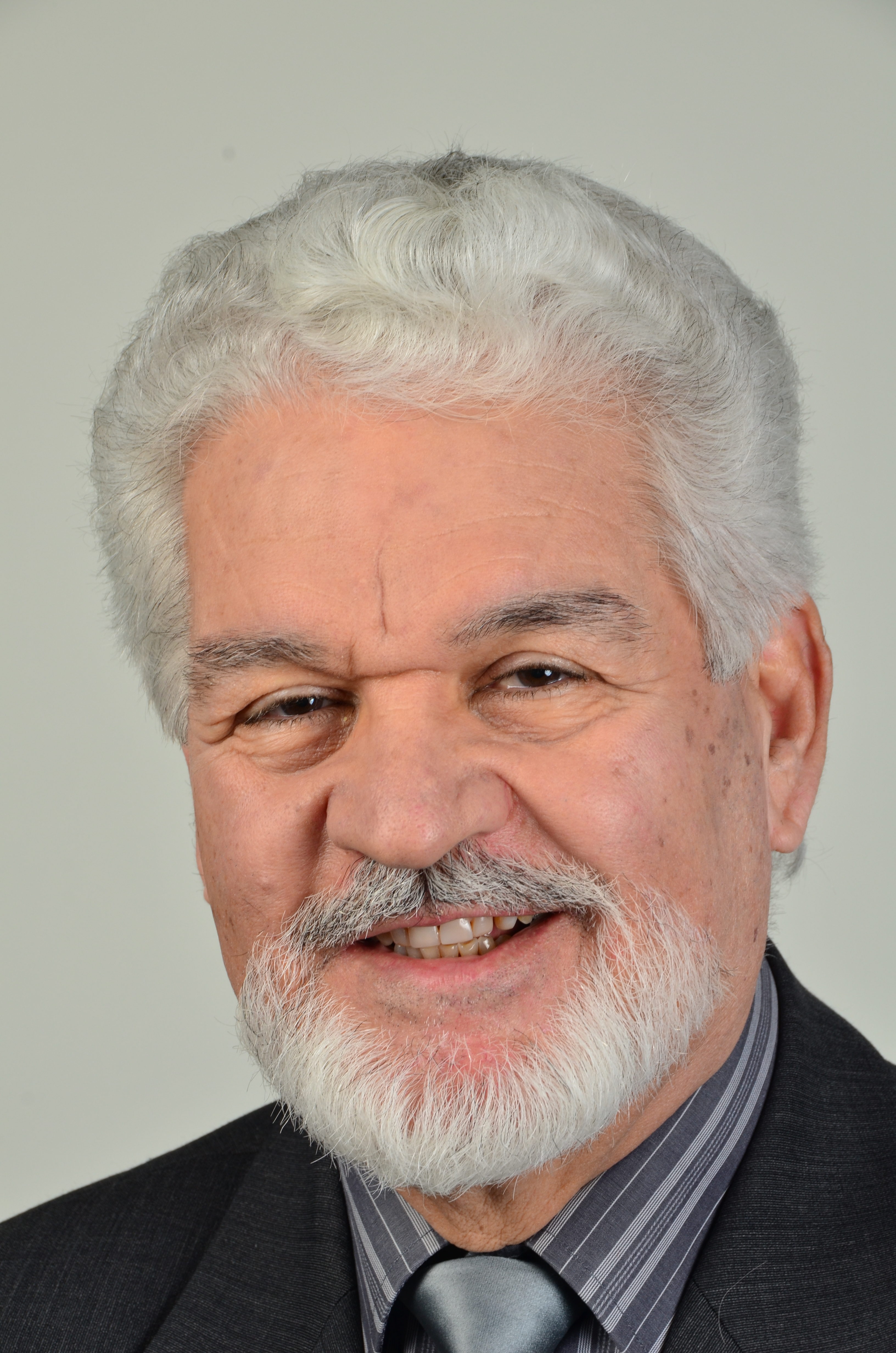
Triantaphyllides, 2014

Kyriacos Triantaphyllides (* 3. September 1944 in Palaichori) ist ein zyprischer Politiker (Fortschrittspartei des werktätigen Volkes) und Mitglied des Europäischen Parlaments.

## Leben
Kyriacos Triantaphyllides besuchte von 1964 bis 1966 die Victoria University of Wellington  (Neuseeland) und beendete diese mit dem Bachelor of Arts.  Ein Jahr später machte er seinen Abschluss in Didaktik am Lehrerkollegium Christchurch. Von 1968 bis 1970 war er als Lehrer für Englisch und Sozialkunde am neuseeländischen Gymnasium Wanganui beschäftigt.
Danach wechselte er seinen Wohnsitz nach Zypern und war von 1971 bis 1973 am Ministerium für Arbeit und Sozialversicherung zuständig für industrielle Beziehungen. In den Jahren 1974 bis 1982 bekleidete er den Posten des Personalchef der zyprischen Asbestwerke Ltd.
Er wechselte wieder in den Staatsdienst und war von 1982 bis 1992 als höherer Beamter zuständig für öffentliche Verwaltung und Personal und von 1992 bis 1996 als Verwaltungsangestellter. In den Jahren 1999/2000  wurde er  Stellvertretender Bereichsleiter für Migration und von 2000 bis 2004 Generaldirektor im Innenministerium. Zudem war er von Dezember 1996 bis April 2000 Verwaltungsleiter des Bezirks Ammochostos.
Seit 1990 ist er in den Ausschüssen des Europarates Vertreter Zyperns und seit 2003 Mitglied des Vorstands des Ausschusses für lokale und regionale Selbstverwaltung des Europarates. Von 1996 bis 2000 war er zudem Mitglied der Versammlung der europäischen Küstenregionen und Vertreter des Innenministeriums auf Kongressen und Tagungen auf europäischer und internationaler Ebene.
Von der Europawahl 2004 bis zur Europawahl 2014 wat er Abgeordneter im Europäischen Parlament. Er ist Mitglied der Fraktion Vereinte Europäische Linke/Nordische Grüne Linke. Im Parlament war er von 2004 bis 2009 Vorsitzender der Delegation für die Beziehungen zum Palästinensischen Legislativrat sowie Mitglied im Ausschuss für regionale Entwicklung und in der Konferenz der Delegationsvorsitzenden. Seit der Europawahl 2009 ist er Stellvertretender Vorsitzender der Delegation für die Beziehungen zum Palästinensischen Legislativrat und gehört dem Ausschuss für Binnenmarkt und Verbraucherschutz sowie der Delegation in der Parlamentarischen Versammlung Europa-Mittelmeer an.
Als Stellvertreter ist er im Ausschuss für Binnenmarkt und Verbraucherschutz.